# Бомбардування Франкфурта-на-Майні
50°07′01″ пн. ш. 8°40′59″ сх. д. / 50.117° пн. ш. 8.683° сх. д.
Бомбардування Франкфурта-на-Майні — серія нальотів бомбардувальної авіації союзників під час Другої світової війни. Внаслідок нальотів було знищено половину житлових будівель міста (90 000). Повну руйнацію зазнав історичний (середньовічний) центр міста. Втрати серед мирного населення становили приблизно 5500 мешканців убитими, серед яких була принцеса Марія Олександра Баденська.

## Бомбардування

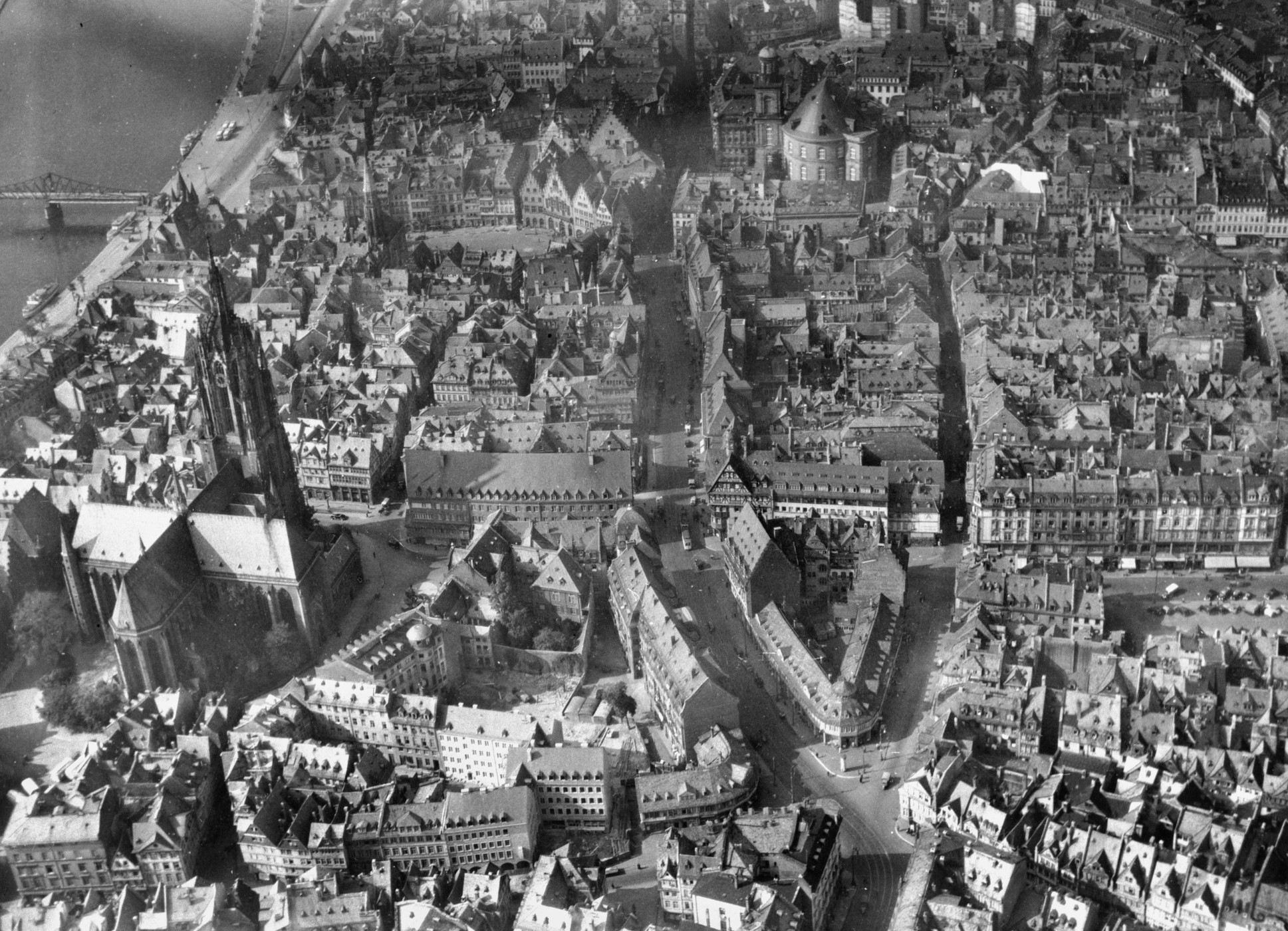
Внутрішнє місто у 1942 році до руйнування

29 січня 1944 року Військово-повітряні сили США здійснили масований денний наліт на Франкфурт. 22 березня 1944 року під час бомбардування міста Королівськими військово-повітряними силами Великої Британії було зруйновано історичну частину Франкфурта (понад 1000 людей загинули). Крім того, завдано значної шкоди східному порту, який був важливим перевалочним пунктом. Було зруйновано будівлю муніципальної бібліотеки у якій зберігалися історичні документи. Внаслідок авіанальоту не збереглося навіть каталогів із вмістом цих документів.

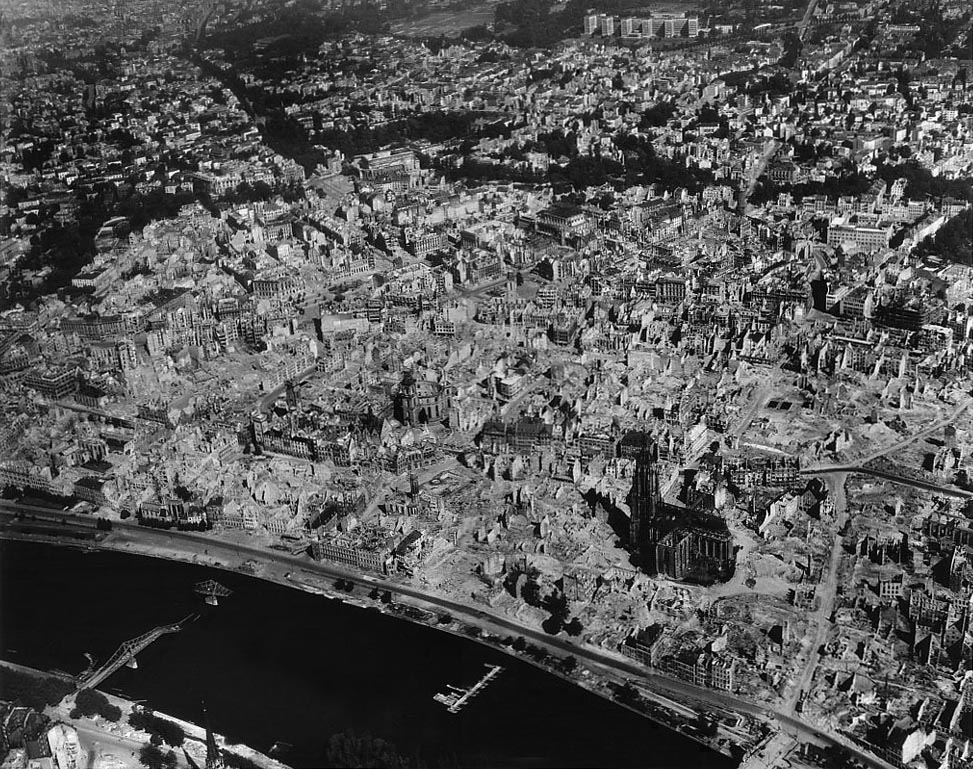
Історичний центр міста після бомбардувань
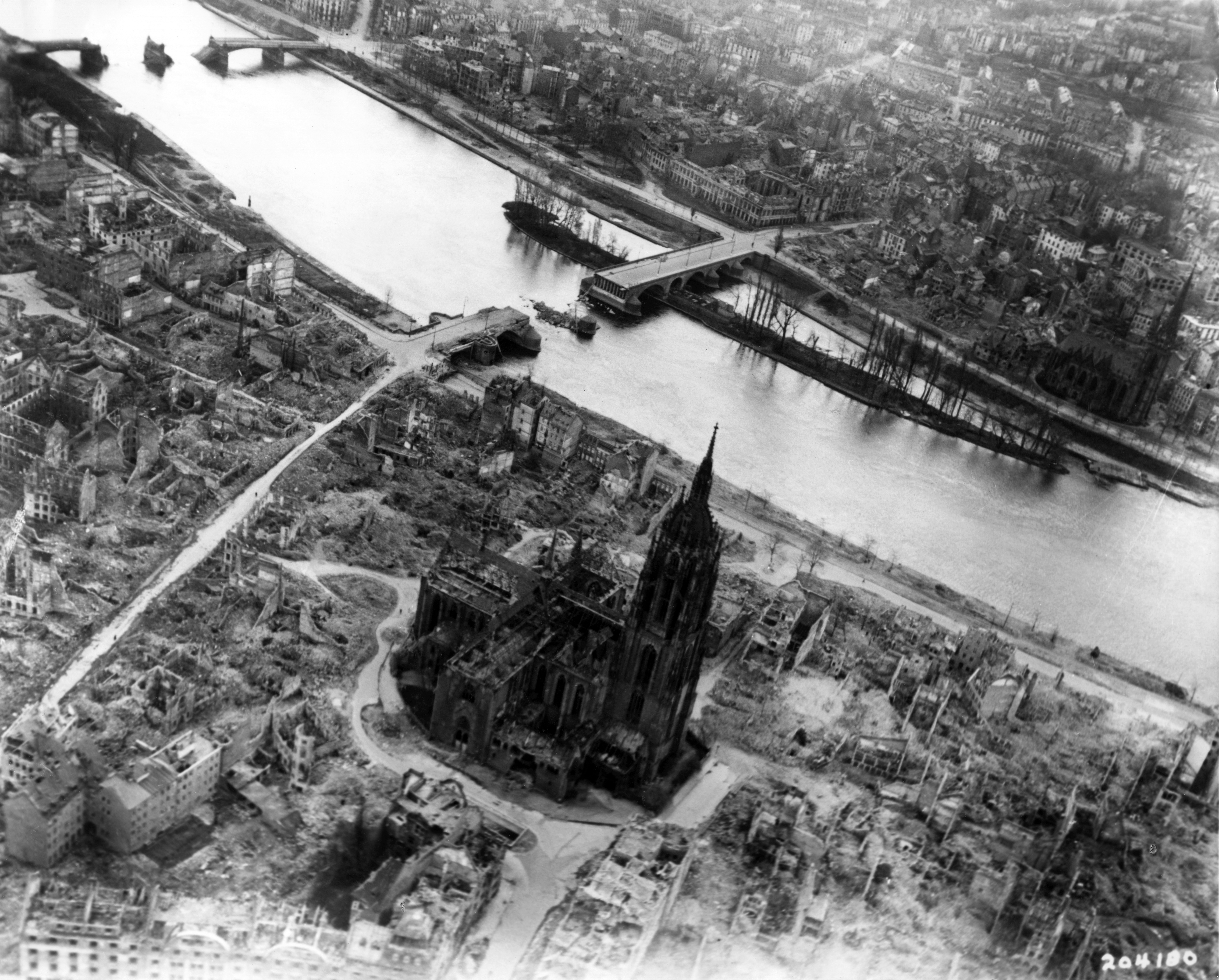
Вигляд на Франкфуртський собор у травні 1945 року
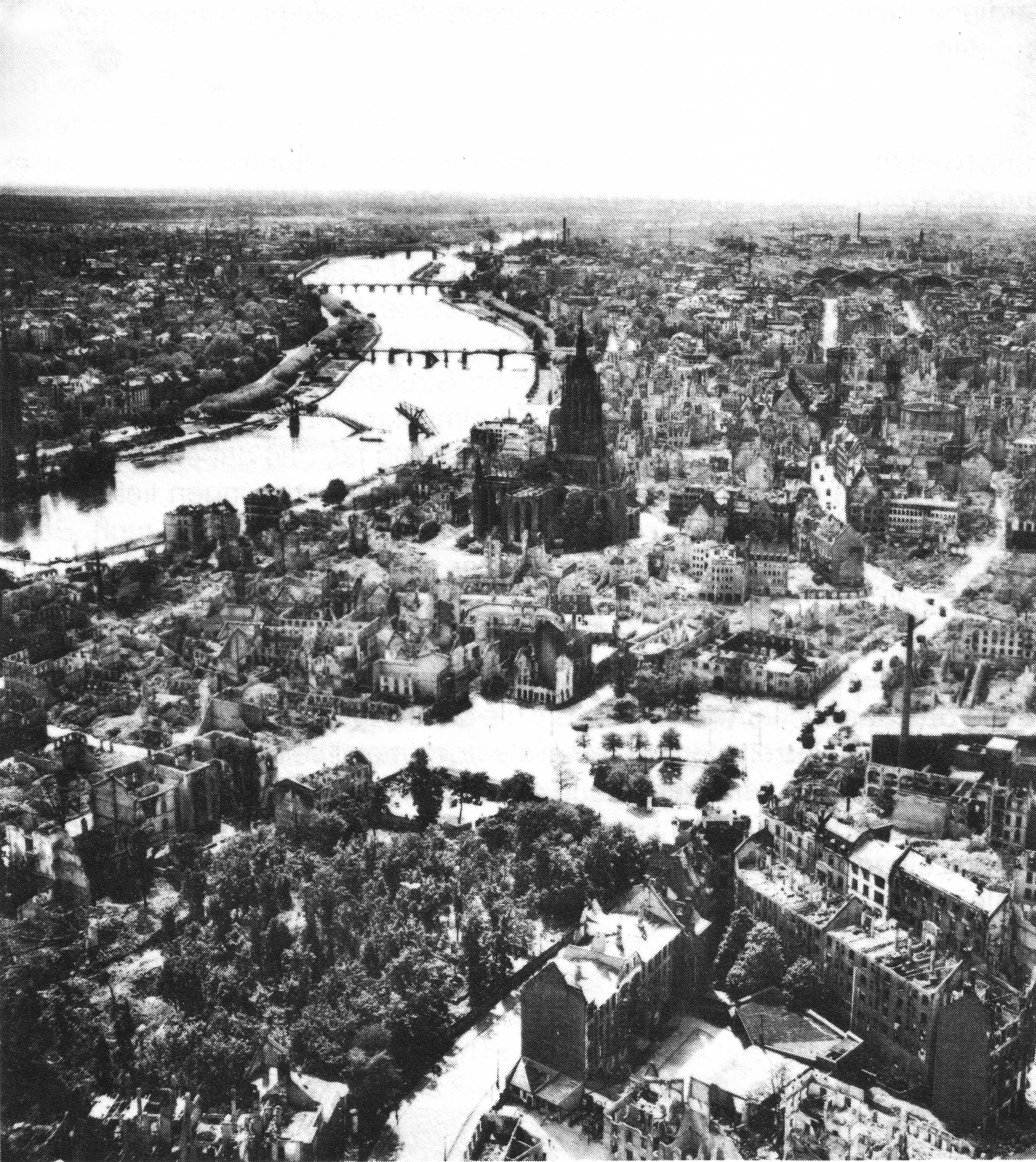
Зруйноване місто після війни

## Відновлення міста
Післявоєнна відбудова міста змінила архітектурний стиль будівель. Лише небагато будинків було відновлено у тому первісному історичному образі.